# ویتوریو مرلونی
ویتوریو مرلونی، (به انگلیسی: Vittorio Merloni) (زاده ۳۰ آوریل ۱۹۳۳-درگذشتهٔ ۱۸ ژوئن ۲۰۱۶) کارآفرین، صنعتگر و مدیر ارشد اجرایی ایتالیایی است، که در سال ۱۹۷۵ شرکت لوازم خانگی ایندزیت را تأسیس کرد. وی تا پایان زندگی به‌عنوان رییس هیئت مدیره شرکت ایندزیت فعالیت کرد.